# 紧急告知FM广播
紧急告知FM广播（日语：緊急告知FMラジオ），是日本通过双音多频（DTMF）传输调频广播或有线电视信号，并利用随时待机启动的收音机发送紧急通知的系统。 

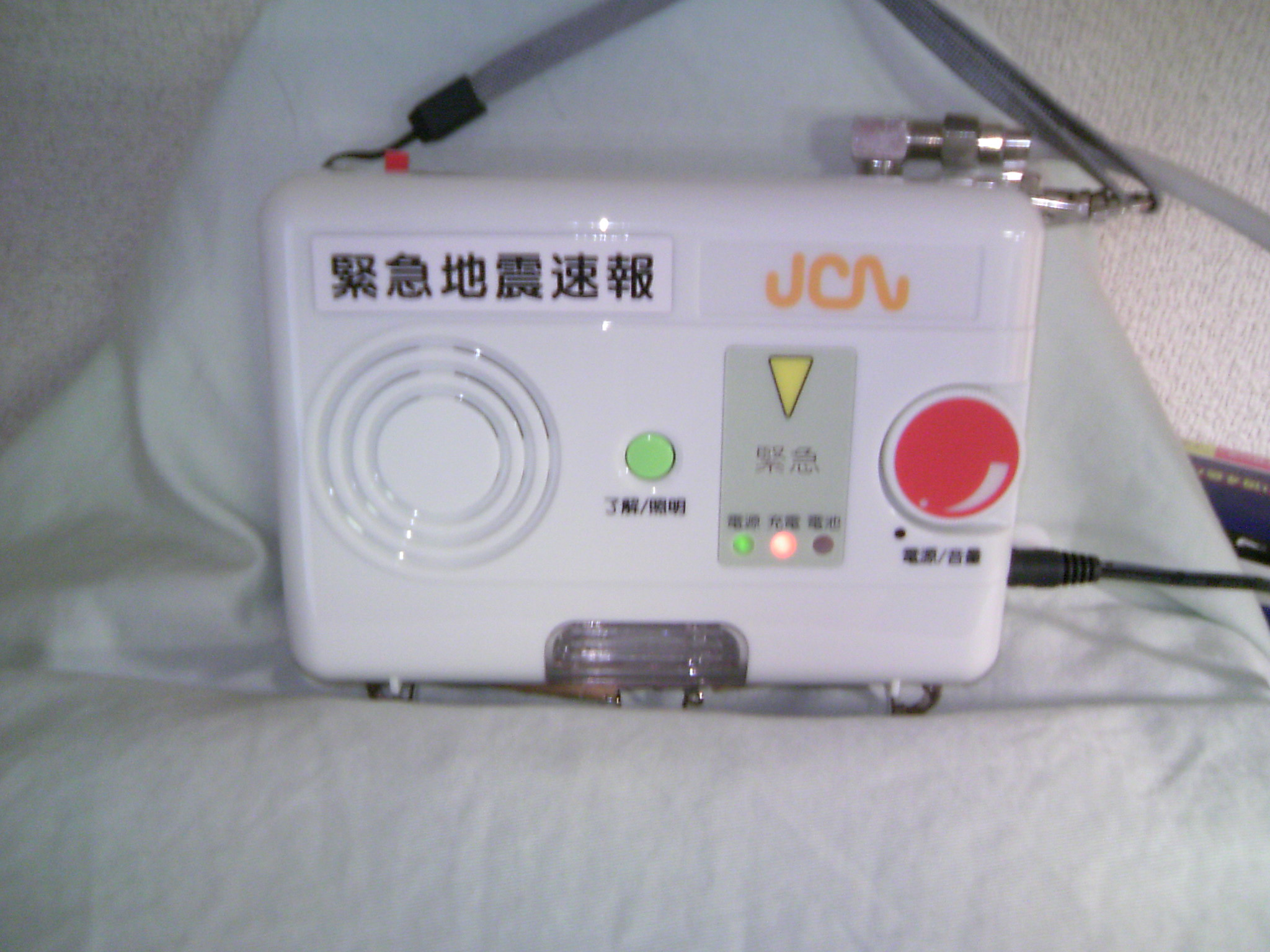
有线电视（JCN船橋習志野）使用的紧急告知FM广播收音机。

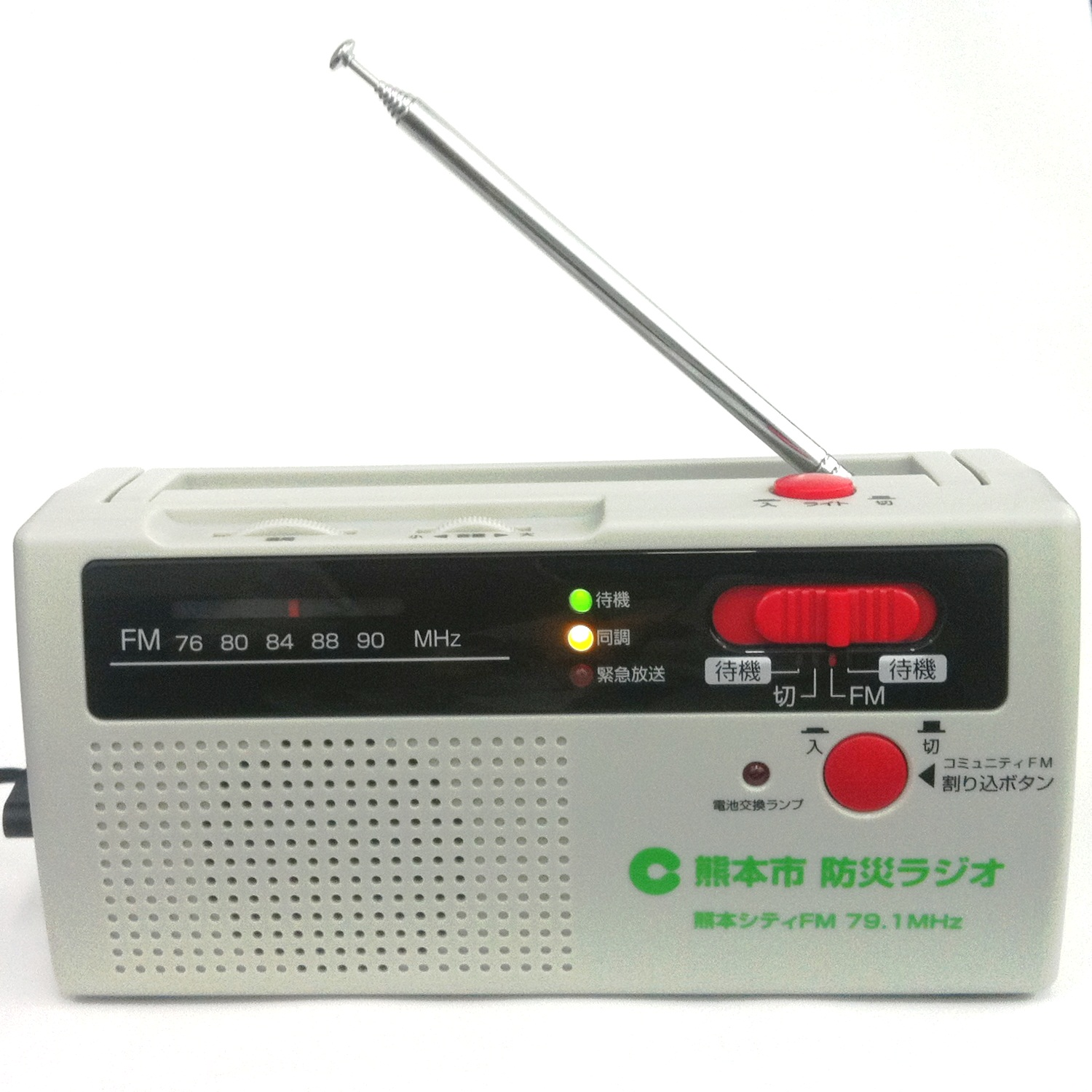
NHK熊本FM(85.4MHz)正在接受来自FM791 熊本城市FM(79.1MHz)的紧急告知

## 系统模式
紧急告知在广播前会使用预设的双音多频发送信号，同时启动处于待机状态的收音机，发送灾害等紧急情报。广播结束后会停止信号传输，且收音机回到待机状态。截止平成23年（2011年）3月，日本全国共在25个市、町、村普及9万余台 。用于有线电视的紧急告知FM广播，也运用到社区广播的重播重传，及自主广播等其他方面。

## 历史
- 2005年10月11日，位于倉敷市的总部及支部作为试点单位开始运行。[4]
- 2005年11月15日，FM倉敷与倉敷有线电视台发布共同开发的冲压机。
- 2006年5月24日，倉敷市购入424台的收音机借于市内托儿所、幼儿园等。
- 2006年，長冈市内作为模仿区开始配备[5]。
- 2006年8月， FM倉敷与倉敷有线电视公开征集的爱称「こくっち」确定[6]。
- 2009年2月15日，武蔵野三鷹有线电视台（JCN武蔵野三鷹）等JCN集团局，继紧急地震速报服务系统后依次导入。

## 扩展阅览
- 緊急告知ラジオ Comfis-R1 （页面存档备份，存于）（日語）